# 霸天开拓史 永恒之翼与失落之海
《霸天开拓史 永恒之翼与失落之海》（官方译为）是tri-Crescendo和Monolith Soft开发，南梦宫在日本、北美和欧洲发行，任天堂澳洲在澳洲销售的任天堂GameCube游戏。游戏于2003年首发，是霸天开拓史系列的第一作。游戏讲述生活在浮空岛云之王国的年轻人Kalas和同伴Xelha的故事。中文标题“霸天开拓史”为音译，其原文为阿拉伯语的“鲸之腹”或“海怪之腹”（‎），亦是鲸鱼座恒星天仓四的名称。
续作《霸天开拓史II 创始之翼与诸神之子》于2006年发售在任天堂GameCube平台，剧情上是首作的前传作品。
2023年2月9日，任天堂直面会上宣布本作和续作将以高清复刻合集的形式登陆任天堂Switch平台，并追加繁简中文游戏内容，同时确认系列中文官方译名为“拔天海拓史”。